# Øystein Grødum
Øystein Grødum (ur. 15 lutego 1977 w Arendal) – norweski łyżwiarz szybki, zdobywca Pucharu Świata.

## Kariera
Największy sukces w karierze Øystein Grødum osiągnął w sezonie 2004/2005, kiedy zwyciężył w klasyfikacji końcowej Pucharu Świata na 5000/10 000 m. Wyprzedził wtedy bezpośrednio dwóch Holendrów: Boba de Jonga oraz Gianniego Romme. Kilkukrotnie stawał na podium zawodów PŚ, odnosząc przy tym dwa zwycięstwa: 29 stycznia 2005 roku w Baselga di Pinè wygrał na 5000 m, a 19 lutego 2005 roku w Heerenveen był najlepszy na 10 000 m. W tej samej klasyfikacji był też między innymi szósty w sezonie 2006/2007 i siódmy w sezonie 2008/2009. Nigdy nie zdobył medalu na mistrzostwach świata; jego najlepszym wynikiem było czwarte miejsce na dystansie 10 000 m podczas dystansowych mistrzostw świata w Nagano w 2008 roku. Walkę o medal przegrał tam z Bobem de Jongiem. Czwarte miejsce zajął również w biegu na 10 000 m i biegu drużynowym podczas igrzysk olimpijskich w Turynie w 2006 roku. W biegu na 10 km tym razem lepszy okazał się Carl Verheijen z Holandii. W 2012 roku zakończył karierę.